# Sepedon nanoides
Sepedon nanoides är en tvåvingeart som beskrevs av Verbeke 1950. Sepedon nanoides ingår i släktet Sepedon och familjen kärrflugor.
Artens utbredningsområde är Kongo. Inga underarter finns listade i Catalogue of Life.